# Cryptocentrum roseans
Cryptocentrum roseans es una especie de orquídea epifita con pseudobulbo. Es originaria de  Colombia.

## Descripción
Se encuentran en Panamá y Colombia en alturas de 700 a 800 metros como una orquídea de tamaño diminuto, prefiere el clima cálido, es epifita creciendo desde rizomas glabros dando lugar a un pseudobulbo oblongo, algo comprimido que tiene una sola hoja apical erecta, ligulada y obtusa. Florece en  una inflorescencia de pocas  flores completamente envuelta por brácteas. La floración se produce en la primavera.

## Taxonomía
Cryptocentrum roseans fue descrito por (Schltr.) A.D.Hawkes y publicado en Orchid Journal 2: 379. 1953.
Sinonimia
- Pittierella roseans Schltr., (1906)
- Anthosiphon roseans Schltr., (1920)[1]